# سلماني (سمك)
السَّلْمَانيّ أو العَنقد أو دجاجة الجُبَّة أو القُبّّة (في عمان) أو الشَّنوص هي النوع الوحيد الحي في فصيلة العنقد. أُعلِن عن خمسة أنواع منقرضة تقع في خمسة أجناس إضافية.

## الوصف والبيولوجيا
تمتلك أسماك السلماني مظهرًا متماثلاً وانسيابيًا، مع وجود زعانف ذيلية كبيرة متشعبة. ويمكنها أن تنمو حتى 1.70 م (5 قدم 7 بوصة) ولكنها تكون في أغلب الأحيان 1 متر (39 بوصة) في الطول. وهي أسماك ليس لديها أسنان وتتغذى بصفةٍ عامة على الطحالب واللافقاريات.
وتوجد في المحيط الهندي وعبر المحيط الهادئ وتميل إلى التجمع في قطيع حول السواحل والجزر مع الشعاب. ويعيش صغار السمك في البحر لمدة أسبوعين أو ثلاثة أسابيع ثم يهاجر إلى مستنقعات الأيكة الساحلية، والأخوار، وأحيانًا البحيرات ثم يعود إلى البحر كي ينضج جنسيًا ويتكاثر.

## الزراعة المائية
تعد أسماك السلماني من المأكولات البحرية المهمة في جنوب شرق آسيا وبعض جزر المحيط الهادئ. وبسبب كون هذه الأسماك سيئة السمعة نظرًا لأنها كثيرة العظام بشكلٍ أكبر من الأطعمة السمكية الأخرى؛ أصبح سمك السلماني الخالي من العظم، المسمى بـ«سمك البانغوس منزوع العظم» (بانغوس "bangus"هو الاسم المحلي) في الفلبين، شائعًا في المتاجر والأسواق.

### معلومات تاريخية
حدثت عملية الزراعة المائية لسمك السلماني لأول مرة منذ حوالي 800 عام مضت في الفلبين وانتشرت في إندونيسيا، وتايوان وفي المحيط الهادئ. وتعتمد عملية الزراعة المائية التقليدية لسمك السلماني على إعادة تزويد البرك عن طريق جمع صغار السمك المتوحش. وقد أدى ذلك إلى وجود نطاق واسع من التباين في الجودة والكمية بين المواسم والمناطق. وفي أواخر السبعينيات، نجح المزارعون لأول مرة في تبويض الأسماك التي يتم تربيتها. ومع ذلك، كان من الصعب الحصول عليها، كما أنها أنتجت بيضًا غير قابل للحياة والنمو. وفي عام 1980 حدثت أول عملية لوضع البيض تلقائيًا في الأقفاص البحرية. ولقد وُجِد أن هذا البيض كافيًا لإنتاج إمدادات ثابتة للمَزارع.

### أساليب التربية
تتم تربية صغار السمك إما في أقفاص بحرية، أو في برك مالحة (الفلبين)، أو في أحواض خرسانية (إندونيسيا، تايوان). تصل أسماك السلماني إلى مرحلة النضج الجنسي في وزن 1.5 كيلوغرام (3.3 رطل)، والتي تستغرق خمس سنوات في الأقفاص البحرية العائمة، ولكنها تستغرق من ثمانِ إلى عشر سنوات في البرك والأحواض. وبمجرد أن تصل إلى وزن 6 كيلوغرام (13 رطل) (8 سنوات) يبلغ معدل إنتاج البيض من ثلاثة إلى أربعة ملايين بيضة في كل دورة تناسلية. ويتم ذلك بشكلٍ أساسي باستخدام إشارات بيئية طبيعية. ومع ذلك، توجد محاولات باستخدام تماثُليّة هرمون مطلق لموجهة الغدد التناسلية (GnRH-A) للحث على التبويض. ولا يزال البعض يستخدم الطريقة التخزينية التقليدية. ويتضمن ذلك اصطياد صغار الأسماك المتوحشة باستخدام الشبكة.
وتحتوي أماكن فقس بيض سمك السلماني، مثل معظم أماكن فقس البيض، على مجموعةٍ متنوعة من الثقافات، بالإضافة إلى الأنواع المستهدَفة. وعلى سبيل المثال الدولابيات، والطحالب الخضراء، والروبيان البحري. ويمكن أن تكون هذه الوسائل مكثفة أو شبه مكثفة. تعد الوسائل الشبه مكثفة مربحة بشكلٍ أكبر بتكلفة 6.67 دولارًا أمريكيًا لكل ألف سمكةٍ صغيرة عام 1998، مقارنةً بـ 27.40 لكل ألف سمكة صغيرة في الطريقة المكثفة. ومع ذلك، فإن الخبرة التي يتطلبها العمل في أماكن فقس البيض التي تتّبع الطريقة شبه المكثفة أعلى من مثيلتها في الطريقة المكثفة.
تعد مشاتل أسماك السلماني في تايوان تجارية للغاية ولديها سعة تصل إلى ألفين لتر. حققت إندونيسيا سعةً مماثلة ولكنها لديها مشاتل أكثر بنمط الفناء الخلفي. وتمتلك الفلبين مشاتلَ متكاملة بمرافق كبيرة وسعة تصل إلى حوالي ألف لتر.
وهناك ثلاث وسائل للنمو بسرعة فائقة: طريقة البرك، وطريقة الأحواض، وطريقة الأقفاص.

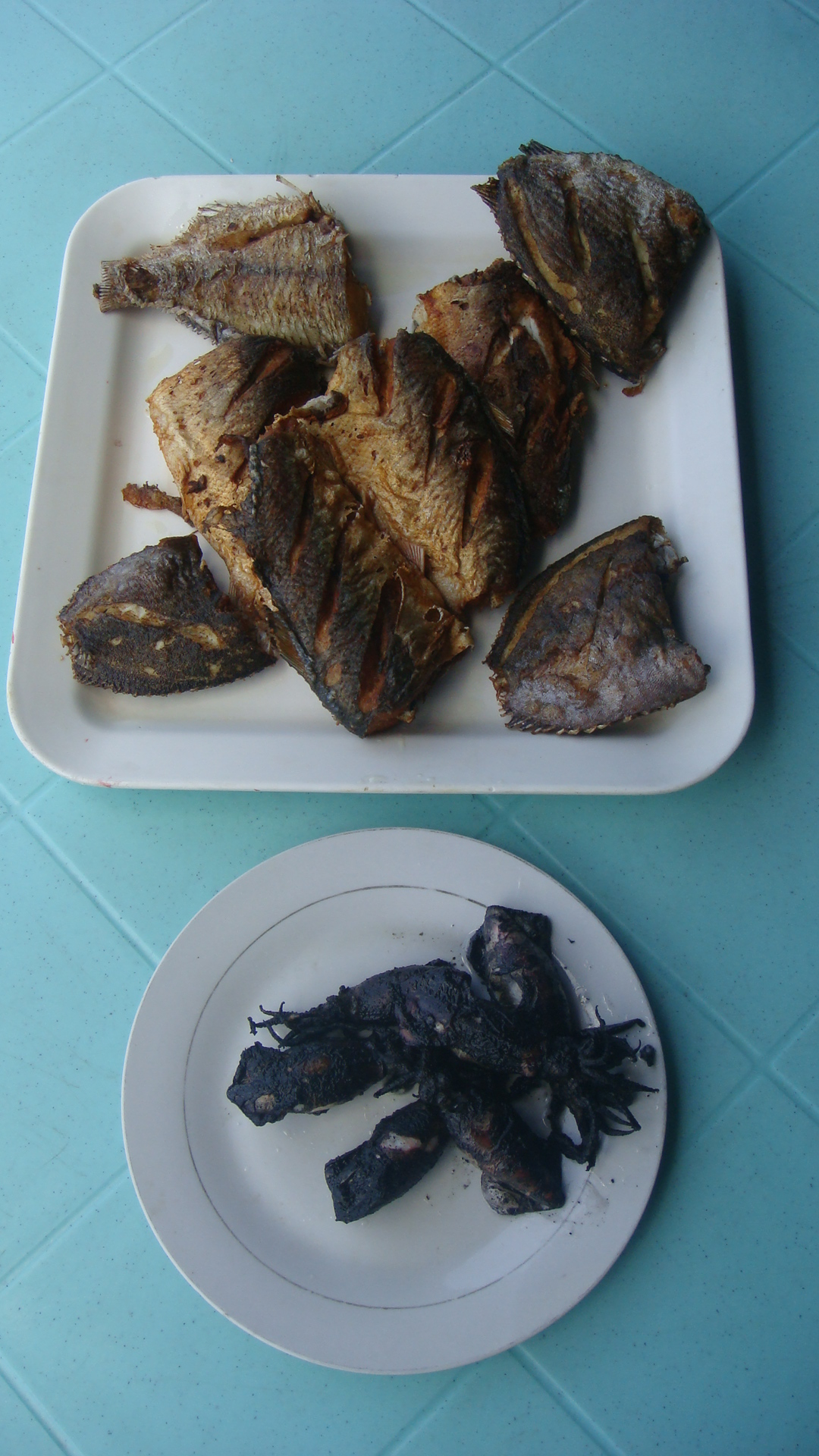
المطبخ الفلبيني (سمك مدينة داغوبان، بانغاسينان بانغوس، وسمكة الأرنب، وحبار مقلي)

- توجد البرك الضحلة بشكلٍ رئيسي في إندونيسيا والفلبين. هذه البرك تكون ضحلة بعمقٍ يصل إلى 40 سم، ويتم عادةً استخدام البرك المالحة التي بها طحالب قاعية كغذاءٍ.
- وفي عام 1979 تم تقديم طريقة الأحواض في بحيرة لاغونا التي كان لديها إنتاجًا أوليًا عاليًا.[10] وقد وفر ذلك مصدرًا ممتازًا للغذاء. وبمجرد أن انتهت هذه الطريقة، تم استخدام الأسمدة.[10] وأصبحت الأسماك عرضةً للأمراض.
- توجد طريقة الأقفاص في الخلجان الساحلية.[6] وهي تتكون من أقفاص كبيرة مُعلقة في المياه المفتوحة. وهي تعتمد إلى حدٍ كبير على المصادر الطبيعية للغذاء.[6]

وتكون معظم الإمدادات الغذائية من الغذاء الطبيعي (المعروف باسم ‘اللبلاب’) أو مزيج من العوالق النباتية والأعشاب البحرية. كان ذلك يتم عادةً في الموقع، ولكن الطعام يتم عمله تجاريًا الآن بالطلب.
يتم جمع المحصول عندما تكون الأسماك ما بين 20-40 سنتيمترًا (250-500 جرام). يزيل الحصاد الجزئي الأسماك ذات الأحجام الموحدة باستخدام شباك السين أو شباك مكيالية. ويزيل الحصاد الكلي جميع الأسماك ويؤدي إلى مجموعة متنوعة من الأحجام. ويحدث الحصاد الاضطراري عندما يكون هناك مشكلة بيئية مثل نقص الأكسجين بسبب تكاثر الطحالب، ويتم إزالة جميع السلالات.
وتشمل الطفيليات المحتملة الديدان الأسطوانية، ومجدافيات الأرجل، وأحاديات الخلية، والديدان الطفيلية. ويمكن علاج معظم هذه الأنواع بالمواد الكيميائية والمضادات الحيوية.

### المعالجة والتسويق
تأخذ عملية معالجة أسماك السلماني شكلان. تشمل الطرق التقليدية التدخين، والتجفيف، والتخمر. أما التعبئة، والتعليب، والتجميد فهي طرق ذات أصول حديثة.
وهناك زيادة مطردة في الطلب منذ عام 1950. وفي عام 2005، تم جمع 595,000 طنًا بقيمة 616 مليون دولار أمريكي.
ويوجد اتجاه متزايد نحو المنتجات ذات القيمة المضافة. وفي السنوات الأخيرة، بدأت إمكانية تحقيق استخدام صغار أسماك السلماني كطُعم لاصطياد التونا بالخيط الطويل؛ فاتحة بذلك أسواقًا جديدة لأماكن تبويض صغار السمك.

## وصلات خارجية
- FishBase entry for milkfish
- SEAFDEC milkfish hatchery info
- DA, Philippines, About Bangus